# Leucosolenia
Leucosolenia är ett släkte av svampdjur. Enligt Catalogue of Life ingår Leucosolenia i familjen Leucosoleniidae, men enligt Dyntaxa är tillhörigheten istället familjen Leucosolenidae.

## Bildgalleri

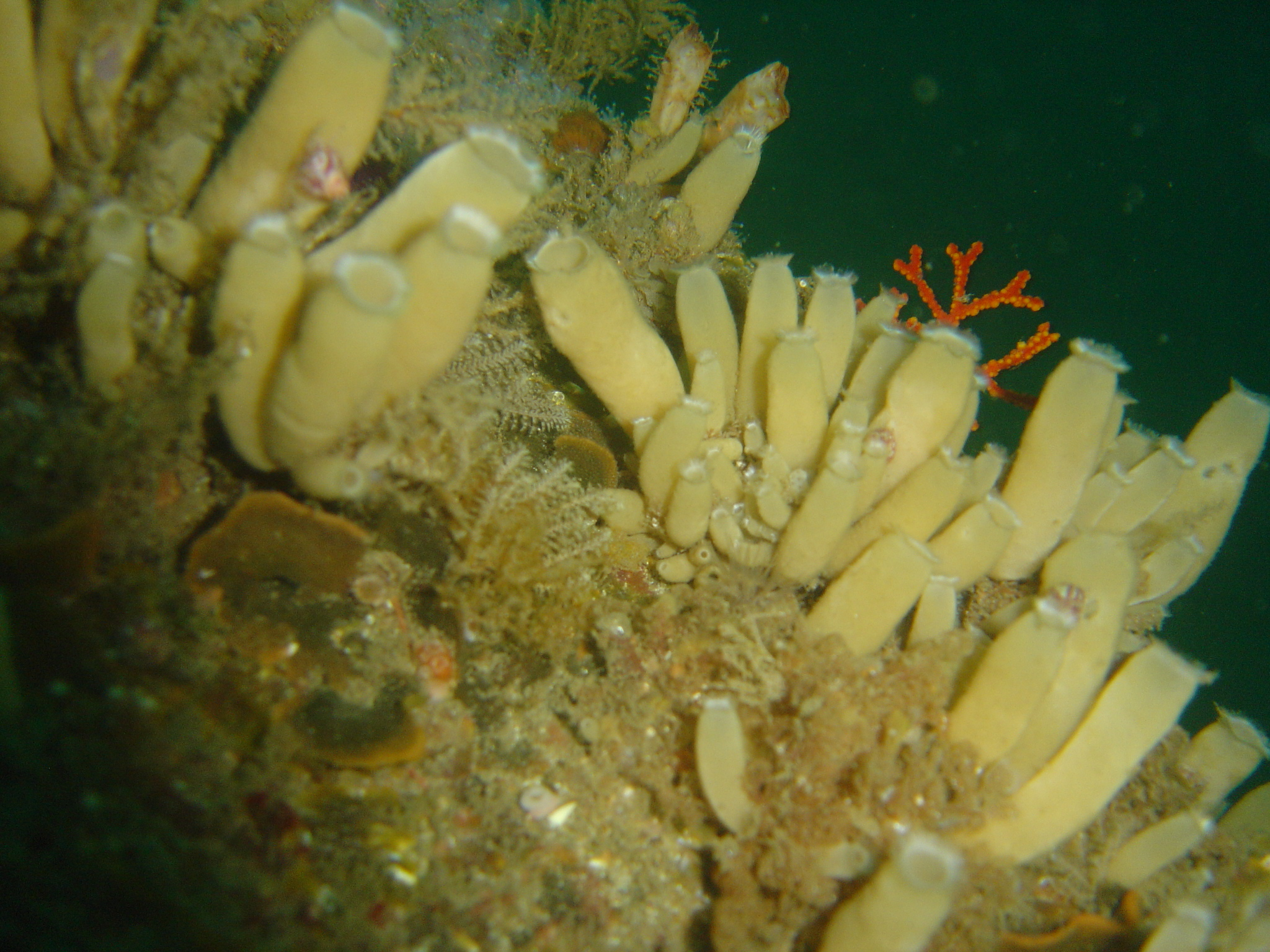
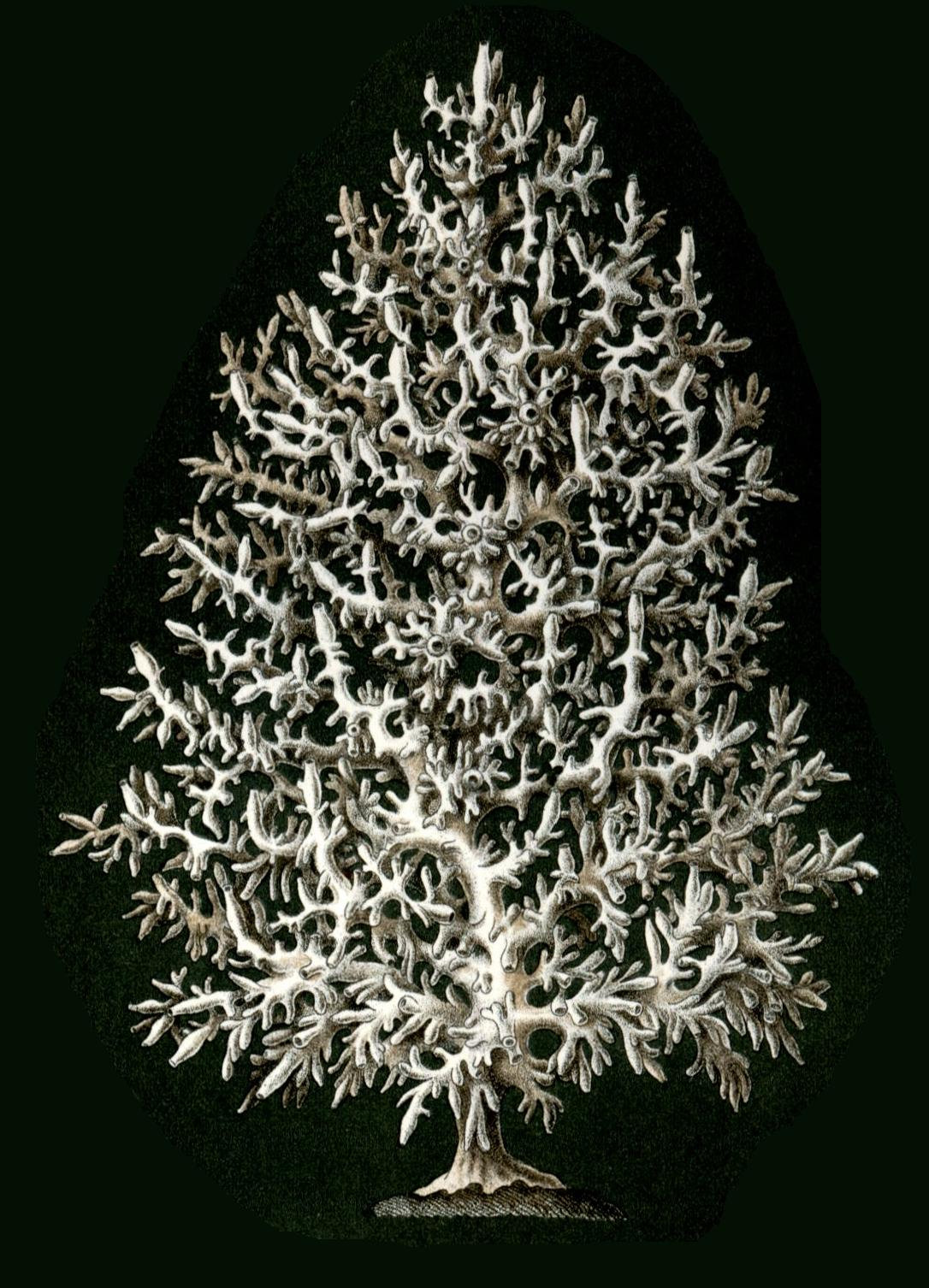
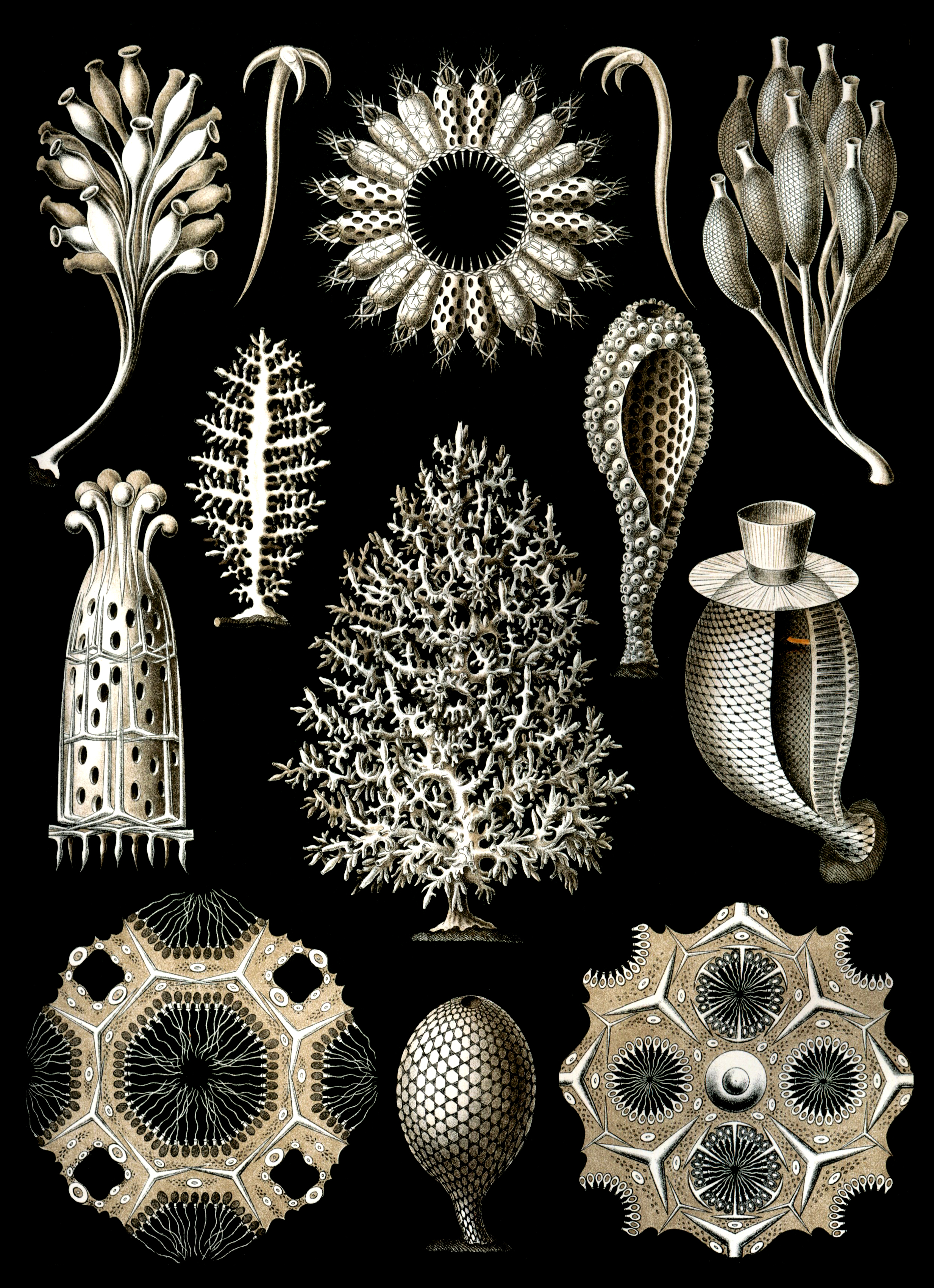
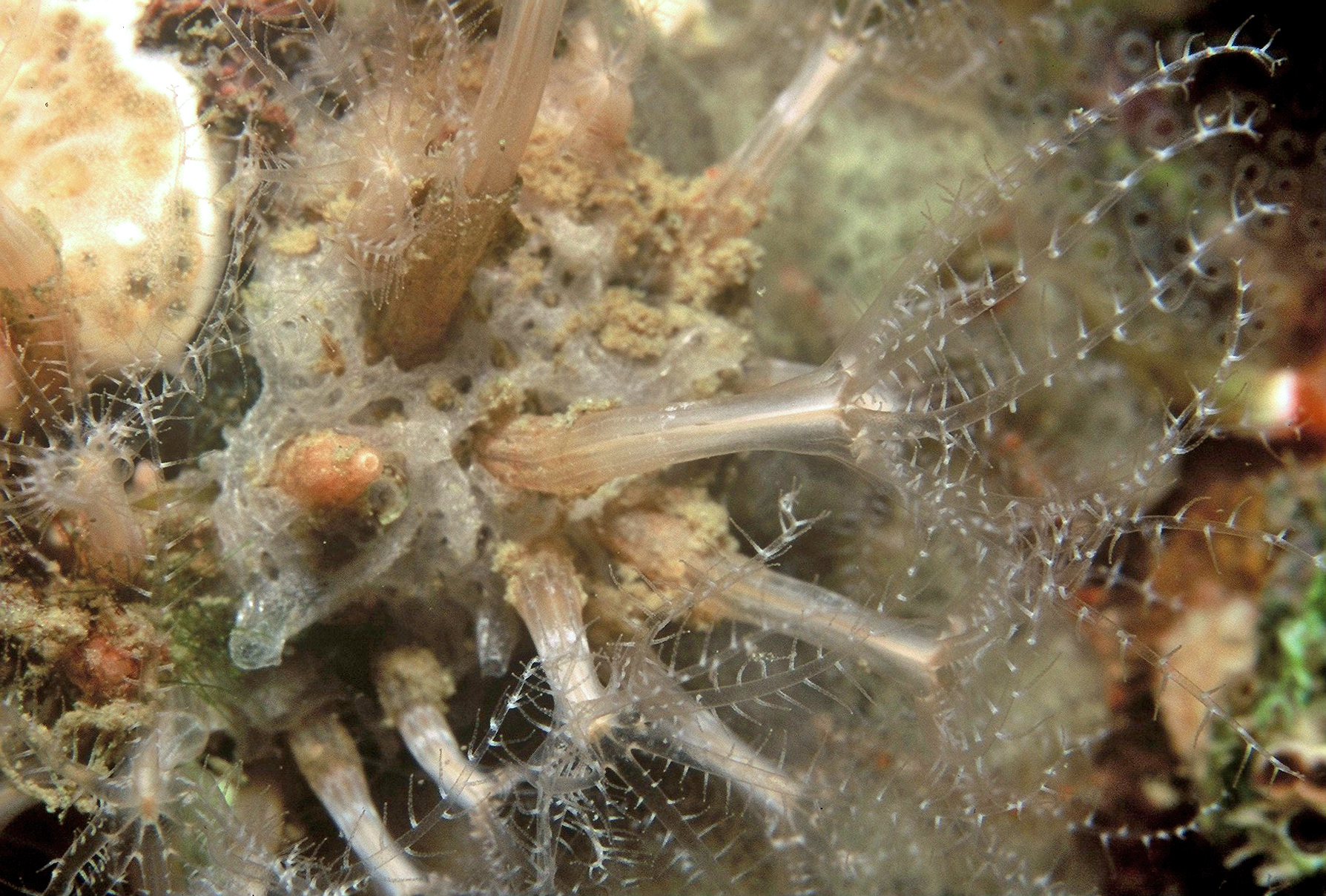
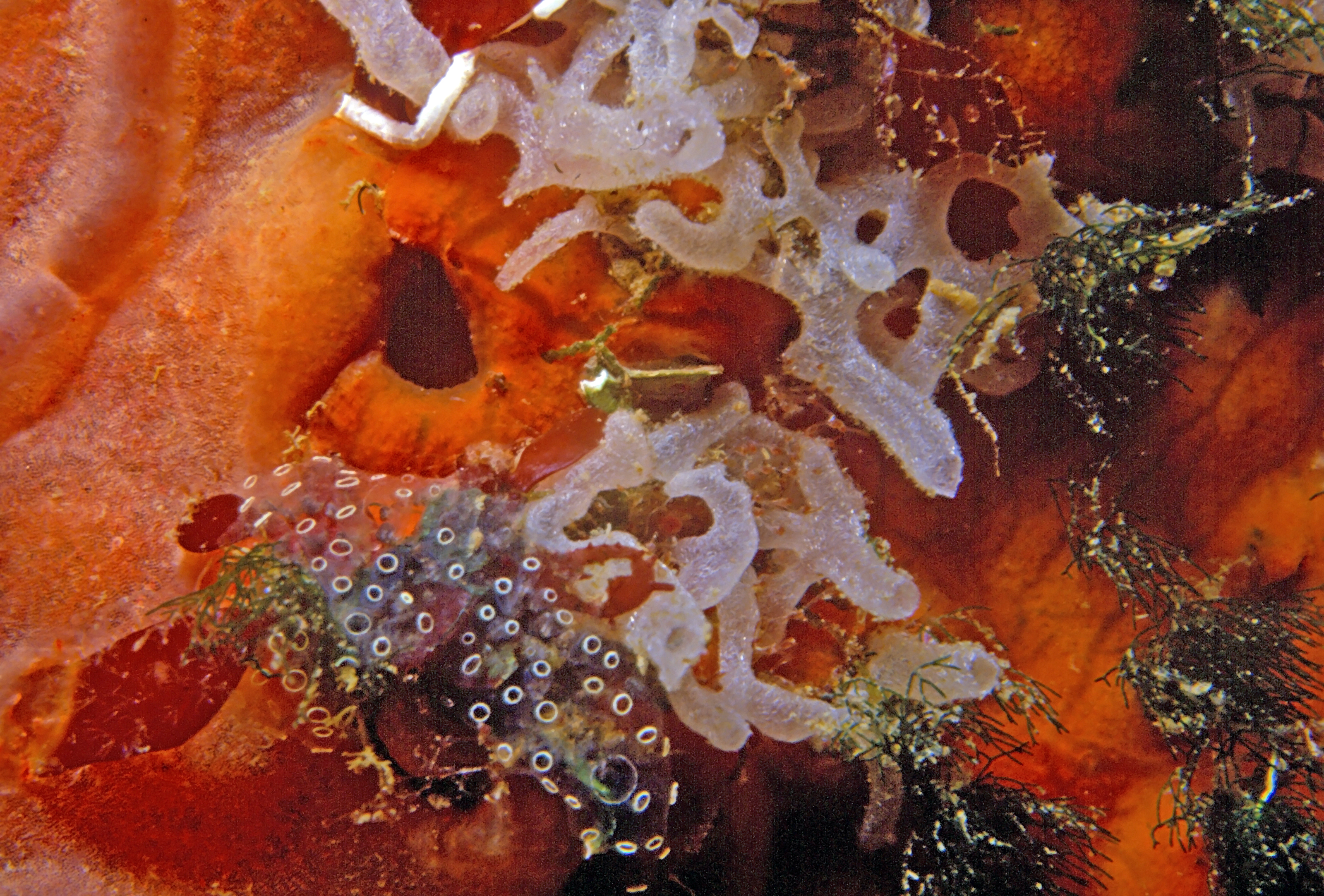
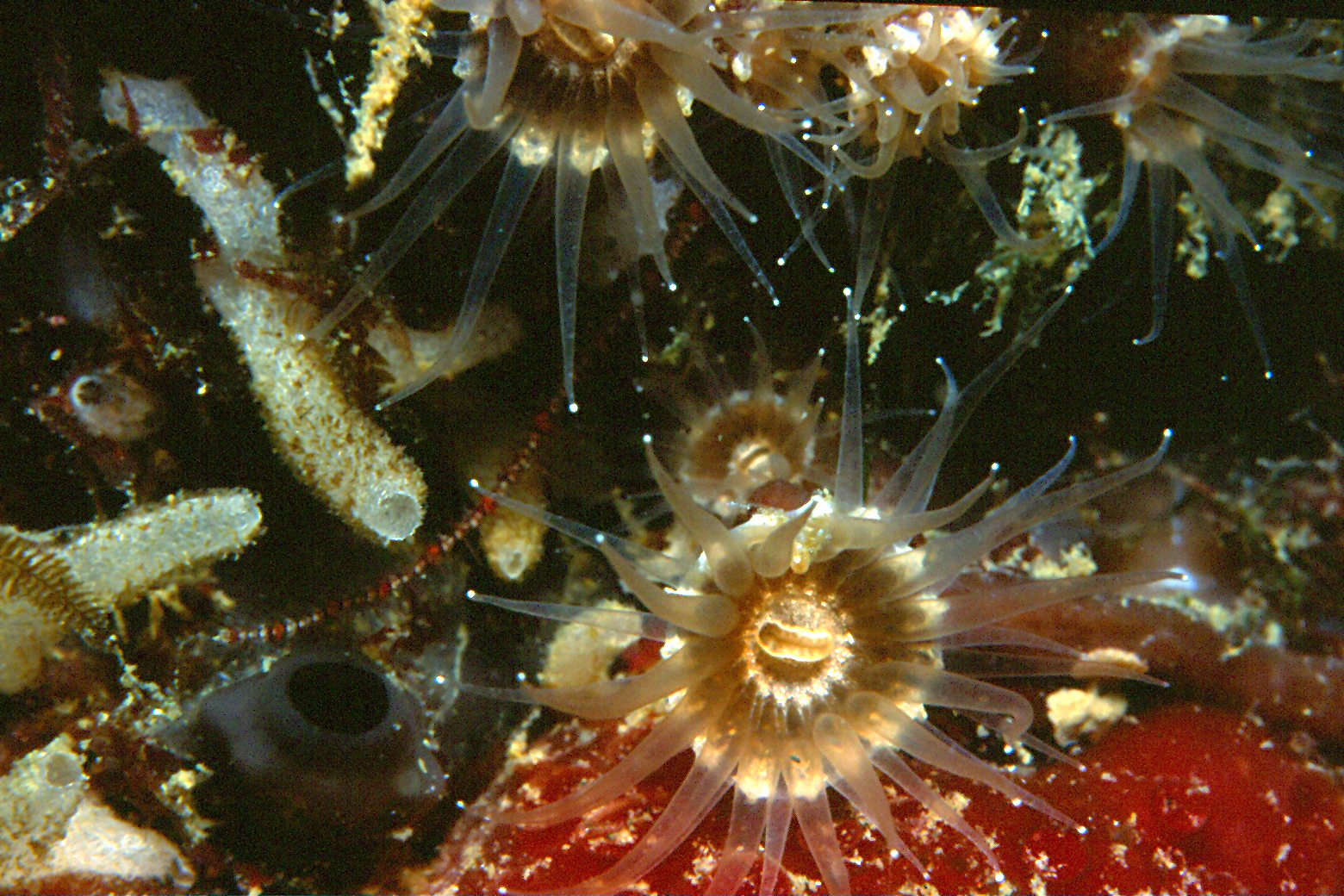

## Dottertaxa tillLeucosolenia, i alfabetisk ordning[1][2]
- Leucosolenia aboralis
- Leucosolenia albatrossi
- Leucosolenia arachnoides
- Leucosolenia australis
- Leucosolenia botryides
- Leucosolenia botryoides
- Leucosolenia cervicornis
- Leucosolenia clarkii
- Leucosolenia complicata
- Leucosolenia cyathus
- Leucosolenia darwinii
- Leucosolenia densa
- Leucosolenia discoveryi
- Leucosolenia echinata
- Leucosolenia eleanor
- Leucosolenia eustephana
- Leucosolenia fabrici
- Leucosolenia falklandica
- Leucosolenia feuerlandica
- Leucosolenia flexilis
- Leucosolenia fragilis
- Leucosolenia gegenbauri
- Leucosolenia goethei
- Leucosolenia hermesi
- Leucosolenia hispidissima
- Leucosolenia horrida
- Leucosolenia incerta
- Leucosolenia lieberkuehni
- Leucosolenia lucasi
- Leucosolenia macquariensis
- Leucosolenia minchini
- Leucosolenia minoricensis
- Leucosolenia mollis
- Leucosolenia nautilia
- Leucosolenia parthenopea
- Leucosolenia pilosella
- Leucosolenia primordialis
- Leucosolenia pyriformis
- Leucosolenia rosea
- Leucosolenia sagittaria
- Leucosolenia serica
- Leucosolenia sertularia
- Leucosolenia solida
- Leucosolenia tenera
- Leucosolenia variabilis
- Leucosolenia ventosa
- Leucosolenia ventricosa
- Leucosolenia vesicula